# Região Geográfica Imediata de Jaciara

Localização da Região Imediata de Jaciara no Estado de Mato Grosso.

A Região Geográfica Imediata de Jaciara é uma das 18 Regiões imediatas de Mato Grosso, pertence a Região Geográfica Intermediária de Rondonópolis. Está dividida em 4 municípios. Tem uma população de 50.122 pessoas segundo a Estimativa do IBGE de 2017. E uma área territorial de 6.530,874 km². Esta divisão é geográfica, não sendo uma região política.
A Região Geográfica Imediata de Jaciara foi criada em 2017 pelo IBGE.

## Municípios
| Fonte | Código do Município | Município         | População 2017 | Área territorial km² |
| ----- | ------------------- | ----------------- | -------------- | -------------------- |
| [ 1 ] | 5103601             | Dom Aquino        | 7.977          | 2.218,192            |
| [ 2 ] | 5104807             | Jaciara           | 26.633         | 1.676,972            |
| [ 3 ] | 5105200             | Juscimeira        | 10.971         | 2.292,758            |
| [ 4 ] | 5107404             | São Pedro da Cipa | 4.541          | 342,952              |
|       |                     | TOTAL             | 50.122         | 6.530,874            |

## Referência
1. ↑  «IBGE | Cidades | Mato Grosso | Dom Aquino». cidades.ibge.gov.br. Consultado em 17 de março de 2018
2. ↑  «IBGE | Cidades | Mato Grosso | Jaciara». cidades.ibge.gov.br. Consultado em 17 de março de 2018
3. ↑  «IBGE | Cidades | Mato Grosso | Juscimeira». cidades.ibge.gov.br. Consultado em 17 de março de 2018
4. ↑  «IBGE | Cidades | Mato Grosso | São Pedro da Cipa». cidades.ibge.gov.br. Consultado em 17 de março de 2018